# Coin-lès-Cuvry

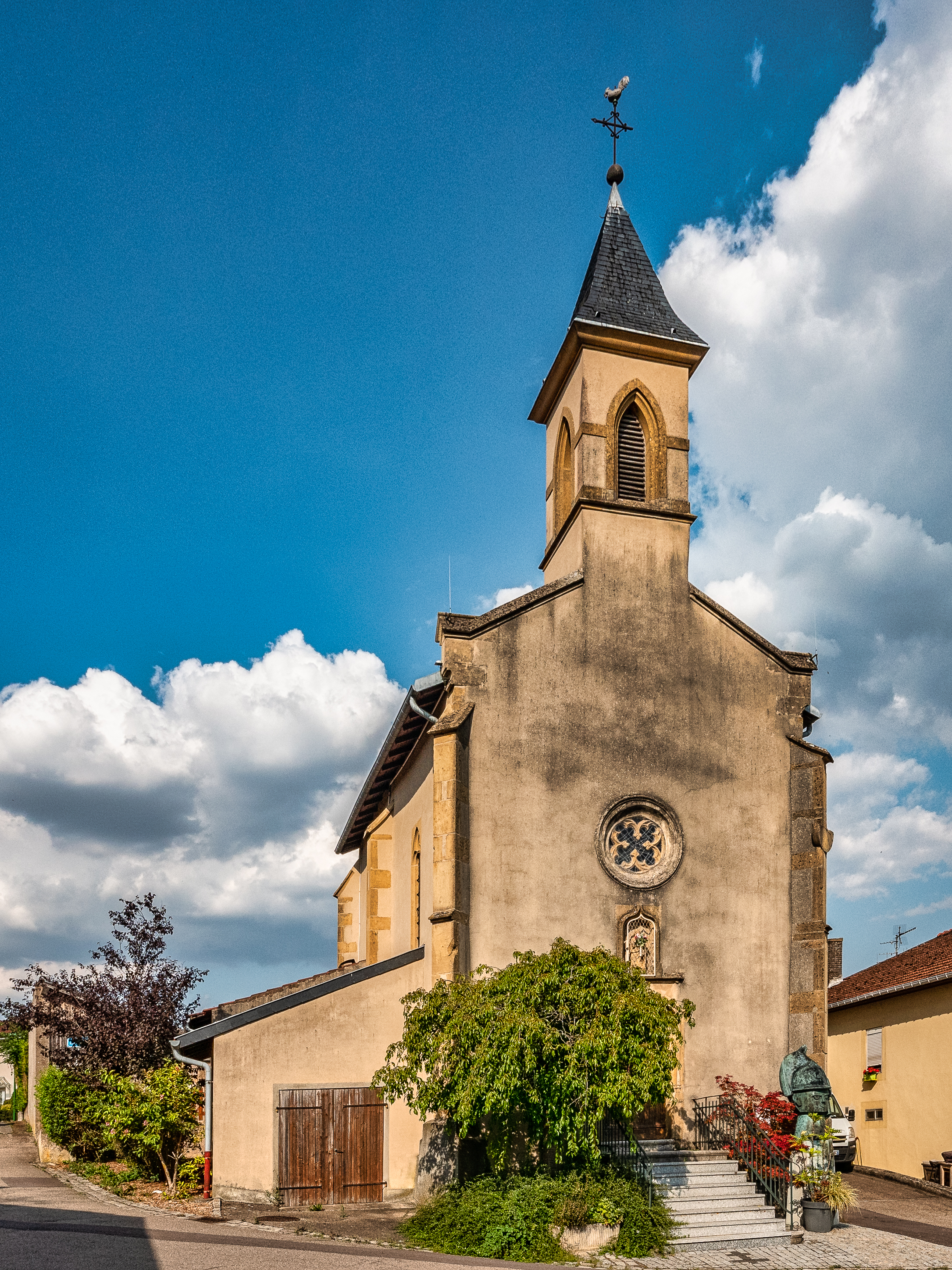
Kapelle St. Bartholomäus (15. Jh.)

Coin-lès-Cuvry (deutsch Coin bei Cuvry) ist eine französische Gemeinde mit 817 Einwohnern (Stand 1. Januar 2022) im Département Moselle in der Region Grand Est (bis 2015 Lothringen). Sie gehört zum Arrondissement Metz.

## Geographie
Die Gemeinde Coin-lès-Cuvry (Coin bei Cuvry) liegt in Lothringen, im Tal der Seille, auf deren linker Seite, etwa zehn Kilometer südlich von Metz und fünf Kilometer nordwestlich von Verny auf einer Höhe zwischen 171 und 235 m über dem Meeresspiegel. Das Gemeindegebiet umfasst 6,66 km².

## Geschichte
Das Dorf wurde 1367 erstmals als Coing erwähnt. Seit dem 18. Jahrhundert war auch die Ortsbezeichnung Coin-Prayel in Gebrauch. Die Ortschaft gehörte früher zum Bistum Metz.
Bei dem Dorf hatte das im 17. Jahrhundert erbaute Schloss der Chevaliers de Coulomb gestanden, das von vier Türmen flankiert war. Um 1885 war das Schloss eine Ruine, und von den Türmen war nur noch einer vorhanden.
Durch den Frankfurter Frieden vom 10. Mai 1871 kam die Region an das deutsche Reichsland Elsaß-Lothringen, und das Dorf wurde dem Landkreis Metz im Bezirk Lothringen zugeordnet. Die Dorfbewohner betrieben Getreidebau und Viehzucht.
Nach dem Ersten Weltkrieg musste die Region aufgrund der Bestimmungen des Versailler Vertrags 1919 an Frankreich abgetreten werden. Im Zweiten Weltkrieg war die Region von der deutschen Wehrmacht besetzt.
In den Jahren von 1915 bis 1919 und von 1940 bis 1944 trug Coin-lès-Cuvry den eingedeutschten Namen Kuberneck.

### Demographie
| Anzahl Einwohner seit Ende des Zweiten WeLtkriegs | Anzahl Einwohner seit Ende des Zweiten WeLtkriegs | Anzahl Einwohner seit Ende des Zweiten WeLtkriegs | Anzahl Einwohner seit Ende des Zweiten WeLtkriegs | Anzahl Einwohner seit Ende des Zweiten WeLtkriegs | Anzahl Einwohner seit Ende des Zweiten WeLtkriegs | Anzahl Einwohner seit Ende des Zweiten WeLtkriegs | Anzahl Einwohner seit Ende des Zweiten WeLtkriegs | Anzahl Einwohner seit Ende des Zweiten WeLtkriegs |
| ------------------------------------------------- | ------------------------------------------------- | ------------------------------------------------- | ------------------------------------------------- | ------------------------------------------------- | ------------------------------------------------- | ------------------------------------------------- | ------------------------------------------------- | ------------------------------------------------- |
| Jahr                                              | 1962                                              | 1968                                              | 1975                                              | 1982                                              | 1990                                              | 1999                                              | 2007                                              | 2019                                              |
| Einwohner                                         | 220                                               | 242                                               | 254                                               | 522                                               | 571                                               | 667                                               | 707                                               | 796                                               |